# Арід
Арід (фр. Île Aride, «Сухий острів») — острів в Індійському океані, входить до Північно-Східної групи Внутрішніх Сейшельських островів.

## Географія
Острів Арід є найпівнічнішим гранітним островом з Сейшельського архіпелагу, відноситься до округу Гран-Анс. Розташований за 10 км на північ від острова Праслен, найближчий острів — Бубі на півдні. Довжина острова становить 1,7 км, ширина — 600 м. Найвища точка — гора Гро-ла-Тет (135 м).
Острів належав родині Шенар (Chenard). У 1973 році його придбав для Королівського товариства захисту природи президент товариства та англійський промисловець Кристофер Кедбері.

## Природа
Арід є природним заповідником, єдиними мешканцями є працівники заповіднику, які живуть у невеликих будинках на півдні острова.
На острові гніздяться близько 1,25 млн морських птахів, тут мешкає найбільша на Сейшелах популяція рожевих крячків (лат. Sterna dougallii) та найбільші у світі популяції Anous tenuirostris і Puffinus lherminieri. Також живе багато фрегатів. У 1988 році з острова Норт-Казін сюди був завезений Acrocephalus sechellensis, чия популяція наразі найбільша у світі (близько 2 000 пар). У 2002 році сюди завезли Foudia sechellarum, також з острова Норт-Казін, а з острова Фрегат — сейшельського шама-дрозда (лат. Copsychus sechellarum). Також живуть сейшельські сині голуби (лат. Alectroenas pulcherrima) та сейшельські нектарниці (лат. Cinnyris dussumieri).
Фауна острова представлена кількома різновидами сцинкових, трьома видами геконів та трьома видами неотруйний змій. Пляжі острова регулярно відвідують зелені морські черепахи та черепахи-бісса.
Арід є єдиним місцем у світі, де росте квітучий чагарник Rothmannia annae.